# Rietze

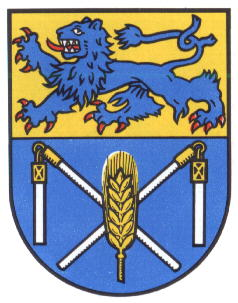
Herb Rietze

Rietze – miejscowość w gminie Edemissen, powiat Peine w landzie Dolna Saksonia.
Nazwa miejscowości jest pochodzenia słowiańskiego od słowa Rěčica – mała rzeka.